# Leptonetela tiankeng
Espèce
Leptonetela tiankeng est une espèce d'araignées aranéomorphes de la famille des Leptonetidae.

## Distribution
Cette espèce est endémique du Guizhou en Chine,. Elle se rencontre dans les grottes Tiankeng et Luoshui dans le district de Zhongshan.

## Description
Le mâle holotype mesure 2,03 mm et la femelle paratype 1,93 mm.

## Étymologie
Son nom d'espèce lui a été donné en référence au lieu de sa découverte, la grotte Tiankeng.

## Publication originale
- Wang, Xu & Li, 2017 : Integrative taxonomy of Leptonetela spiders (Araneae, Leptonetidae), with descriptions of 46 new species. Zoological Research, vol. 38, no 6, p. 321-448.